# Diplothrix legata
Diplothrix legata é uma espécie de roedor da família Muridae. É a única espécie do género Diplothrix, podendo ser encontrada apenas no Japão.
Os seus habitats naturais são florestas temperadas, estando ameaçada pela perda de habitat.